# Hohne
Hohne község Németországban, Alsó-Szászországban, a Cellei járásban. Lakosainak száma 1735 fő (2023. december 31.).

## Földrajza
Hohne Eldingen, Ahnsbeck, Wienhausen, Ummern és Müden községekkel határos.